# 560 Delila
560 Delila
560 Delila là một tiểu hành tinh ở vành đai chính. Nó được Max Wolf phát hiện ngày 13.3.1905 ở Heidelberg và được đặt theo tên Delilah, nhân vật trong Cựu Ước, trong vở opera Samson et Délila của Saint-Saëns.